# Königstein im Taunus
Königstein im Taunus är en stad i Hochtaunuskreis i det tyska förbundslandet Hessen. Königstein im Taunus, som för första gången nämns i ett dokument från år 1215, har cirka 17 000 invånare.